# Lyngå Sogn
Lyngå Sogn er et sogn i Favrskov Provsti (Århus Stift).
I 1800-tallet var Skjød Sogn anneks til Lyngå Sogn. Skjød hørte til Houlbjerg Herred i Viborg Amt, og Lyngå hørte til Sabro Herred i Aarhus Amt. Trods annekteringen var Lyngå en selvstændig sognekommune. Den blev ved kommunalreformen i 1970 indlemmet i Hadsten Kommune, som ved strukturreformen i 2007 indgik i Favrskov Kommune.
I Lyngå Sogn ligger Lyngå Kirke og herregården Favrskov.
I sognet findes følgende autoriserede stednavne:
- Bægård Mark (bebyggelse)
- Favrskov Mark (bebyggelse)
- Lyngå (bebyggelse, ejerlav)
- Lyngå Skov (areal)
- Svejstrup (bebyggelse, ejerlav)
- Svejstrup Hede (bebyggelse)
- Svejstrup Skov (areal)
- Sølund (areal)
- Vivild (bebyggelse, ejerlav)
- Volstrup (bebyggelse)
- Volstrup Skov (areal)
- Sønder Voer (areal)
- Østre Voer (areal)
- Voermølle Å (vandløb)